# Spacjalizm

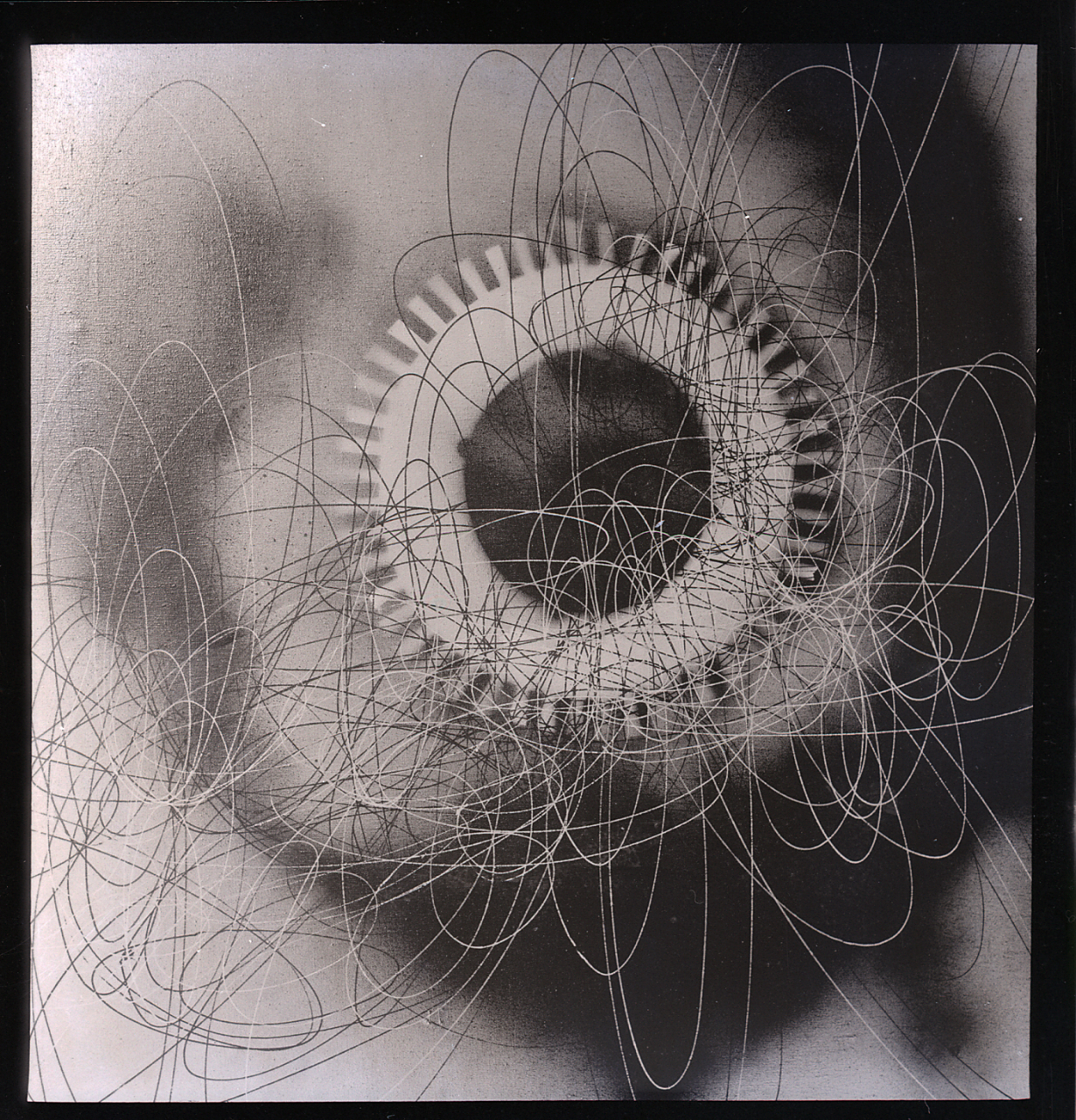
Roberto Crippa, Spirali. Foto Paolo Monti, 1953 (Fondo Paolo Monti, BEIC).

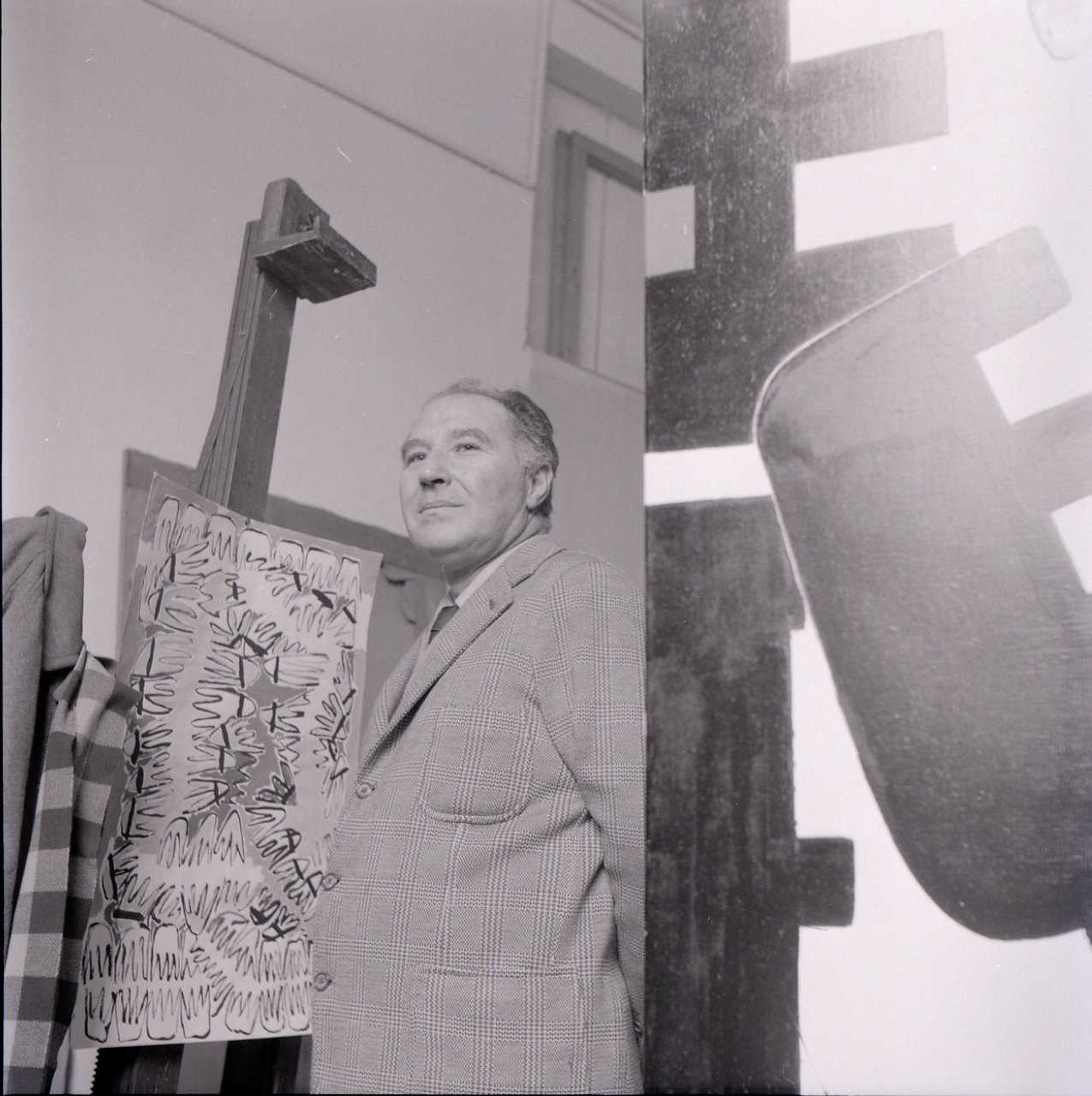
Giuseppe Capogrossi. Foto Paolo Monti, 1972.

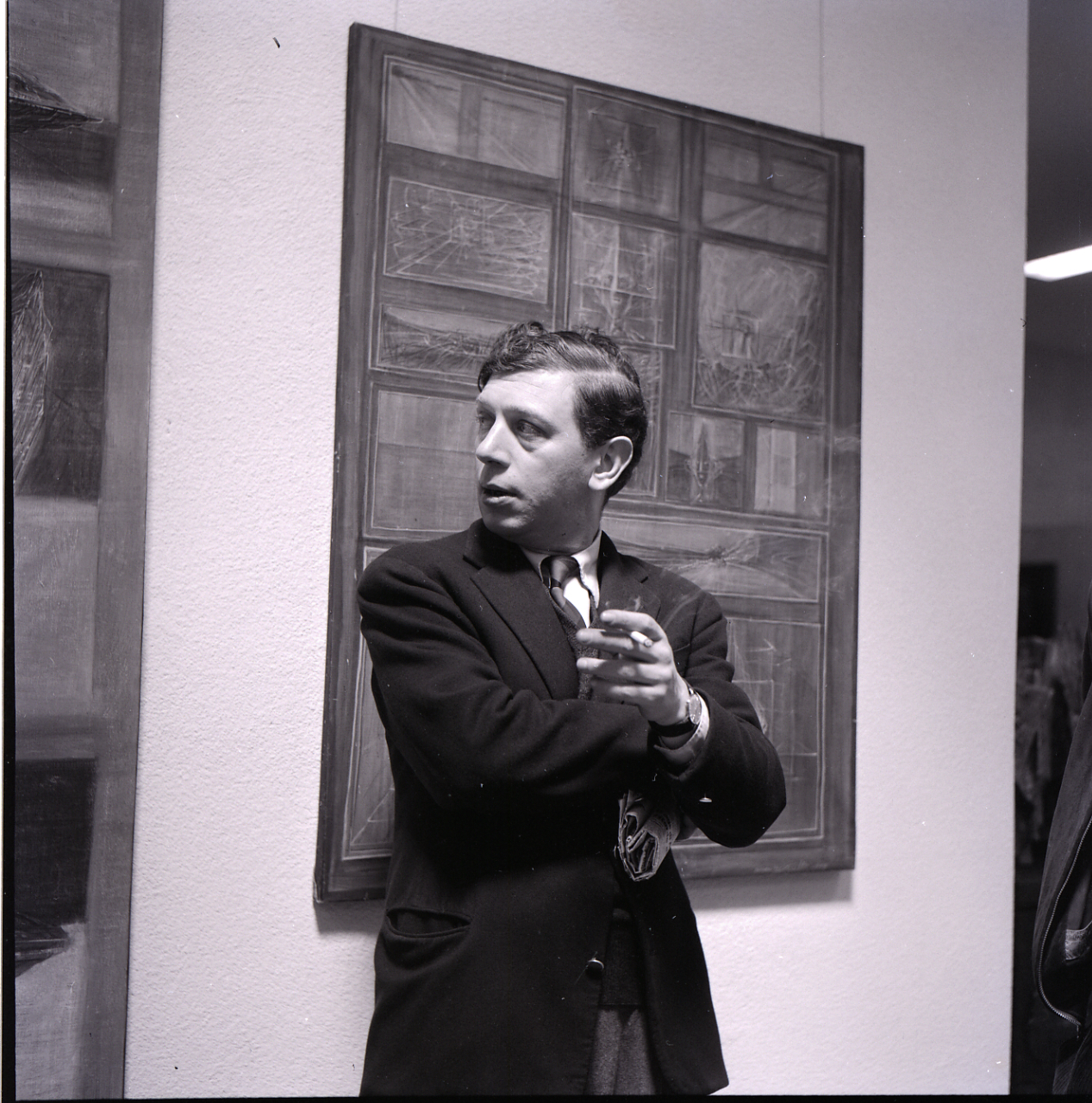
Cesare Peverelli. Foto Paolo Monti.

Spacjalizm (wł. movimento spaciale 'ruch przestrzenny' od łac. movēre 'poruszać się' i spatium 'przestrzeń') – ruch artystyczny w malarstwie XX wieku, zapoczątkowany przez Lucio Fontanę ogłoszeniem manifesto blanco ('biały manifest'). Manifest został ogłoszony w 1946 r. w Buenos Aires. Kolejny manifest Primo manifesto dello Spazialismo został wydany rok później w Mediolanie i tę datę uważa się za początek owego ruchu.
Jednym z głównych założeń kierunku jest dążenie do przełamania dwuwymiarowości dzieła malarskiego. Niektórzy malarze stosowali w tym celu asamblaż, czyli wklejanie na płótna różnych obiektów pozamalarskich – potłuczonych talerzy, a nawet opony samochodowej. Lucio Fontana natomiast w bardzo prosty sposób włączył w płaską przestrzeń trzeci wymiar – poprzez przerwanie płótna. Fontana wystawiał więc w europejskich galeriach (w latach 1949–1951) przecinane przy pomocy brzytwy lub rozdzierane, niezamalowane płótna. Poprzez powstałe szczeliny widać było znajdujące się za obrazem przedmioty, w sposób optyczny włączone w sferę płaskiego dzieła.
Jak przyznał sam prekursor spacjalizmu, pomysł ów był dziełem przypadku. Fontana przypadkowo rozdarł jedno ze swoich płócien podczas przygotowywania wystawy w Paryżu, i zastanowiło go formalne znaczenie powstałego "okna".
Sam gest był wielokrotnie oceniany przez krytyków jako bezcelowy, a fontanowskie obrazy (tzw. Spacjale – wł. Spaziali) za nieatrakcyjne. Pomysł wydaje się jednak genialny w swojej prostocie i może być uznany za doskonały sposób przełamania płaskości dzieła malarskiego. Do takiego podejścia nie skłania jednak postawa samego Fontany, który z lubością rozpisywał się o ideologicznych implikacjach swojego gestu. W wydanym w 1951 r. Manifeście sztuki spacjalnej pisał m.in. o "erze spacjalnej". Pisał: "Nie chcę tworzyć obrazu, chcę otworzyć przestrzeń, stworzyć dla sztuki nowy wymiar, związać ją z kosmosem w całej jego rozciągłości, z nieskończonym poza płaską powierzchnią obrazu".
Według założeń spacjalistów ich obrazy miały być syntezą ruchu, czasu, przestrzeni i barwy uzyskaną dzięki nowym technikom.

## Inni twórcy związani z ruchem
- Enrico Donati
- Gianni Dova
- Cesare Paverelli
- Giuseppe Capogrossi